# Kommunale Versorgungskassen Westfalen-Lippe

Geschäftsgebiet der kvw

Historisches Logo

Die Kommunalen Versorgungskassen Westfalen-Lippe (kvw) sind als Versorgungskasse Dienstleister der Beamtenversorgung, Beihilfe und Zusatzversorgung für rund 1.200 Kommunen (Kreise, Städte, Gemeinden) und kommunale Organisationen (Kliniken, Stadtwerke und Sparkassen) in Westfalen-Lippe. Damit sind sie für über 618.000 kommunale Beschäftigte zuständig (Stand: 31. Dezember 2023).
Die kvw haben ihren Sitz in Münster und sind eine Körperschaft des öffentlichen Rechts. Grundlage für ihre Tätigkeit ist das Gesetz über die kommunalen Versorgungs- und Zusatzversorgungskassen in Nordrhein-Westfalen. Über die Arbeitsgemeinschaft kommunale und kirchliche Altersversorgung (AKA) in München sind sie mit 43 Versorgungskassen in Deutschland vernetzt.

## Leistungen
Die Kommunalen Versorgungskassen Westfalen-Lippe (kvw) verfügen über vier Geschäftsbereiche:
- kvw-Beamtenversorgung
- kvw-Beihilfekasse
- kvw-Zusatzversorgung
- kvw-Versorgungsfonds

Mitglieder sind Kommunen und kommunale Organisationen mit Sitz in Westfalen-Lippe. In einer interkommunalen Zusammenarbeit bieten ihnen die kvw die Beratung zu und Berechnung, Festsetzung und Zahlung von beamtenrechtlichen Pensionen und Beihilfen an. Kreisangehörige Gemeinden sind dabei Pflichtmitglied in der kvw-Beamtenversorgung. Beihilfeberechtigte der kvw-Mitglieder können ihre Beihilfe per Post oder seit Januar 2018 über die kvw Beihilfe App beantragen. Zusätzlich steht den kvw-Mitgliedern die Einzahlung von Rücklagen in den Versorgungsfonds offen, der die Finanzierung von zukünftigen Pensionsleistungen absichern soll.
Außerdem führen die kvw die Beratung zu und Berechnung und Festsetzung der Zusatzversorgung, d. h. der arbeitgeberfinanzierten Betriebsrenten im kommunalen öffentlichen Dienst durch. Neben einer tarifvertraglichen Betriebsrente im Rahmen der Pflichtversicherung können Beschäftigte der kvw-Mitglieder eine zusätzliche Altersversorgung als Freiwillige Versicherung in Form einer Entgeltumwandlung oder Riester-Rente (=PlusPunktRente) abschließen.

## Geschäftsführung
Der Landschaftsverband Westfalen-Lippe (LWL) nimmt die Geschäftsführung und Personalausstattung der kvw wahr. Der jeweilige Direktor des Landschaftsverbandes ist gleichzeitig kvw-Kassenleiter. Die Rechtsaufsicht über die kvw übt das Ministerium für Heimat, Kommunales, Bau und Digitalisierung des Landes Nordrhein-Westfalen aus. Aufsichtsgremien sind der Verwaltungsrat für Angelegenheiten der Beamtenversorgung und Beihilfekasse sowie der Kassenausschuss für die Zusatzversorgung. Die Vertreterinnen und Vertreter beider Gremien werden jeweils für die Dauer von fünf Jahren vom Landschaftsausschuss des LWL aus dem Kreis der kvw-Mitglieder, im Kassenausschuss zusätzlich aus dem Kreis der Versicherten gewählt. Der derzeitige Vorsitzende des Verwaltungsrates ist Claus Jacobi, Bürgermeister der Stadt Gevelsberg. Der derzeitige Kassenausschuss-Vorsitzende ist Kai Zwicker, Landrat des Kreises Borken (Stand: 31. Dezember 2023).